# Aquariumfilter

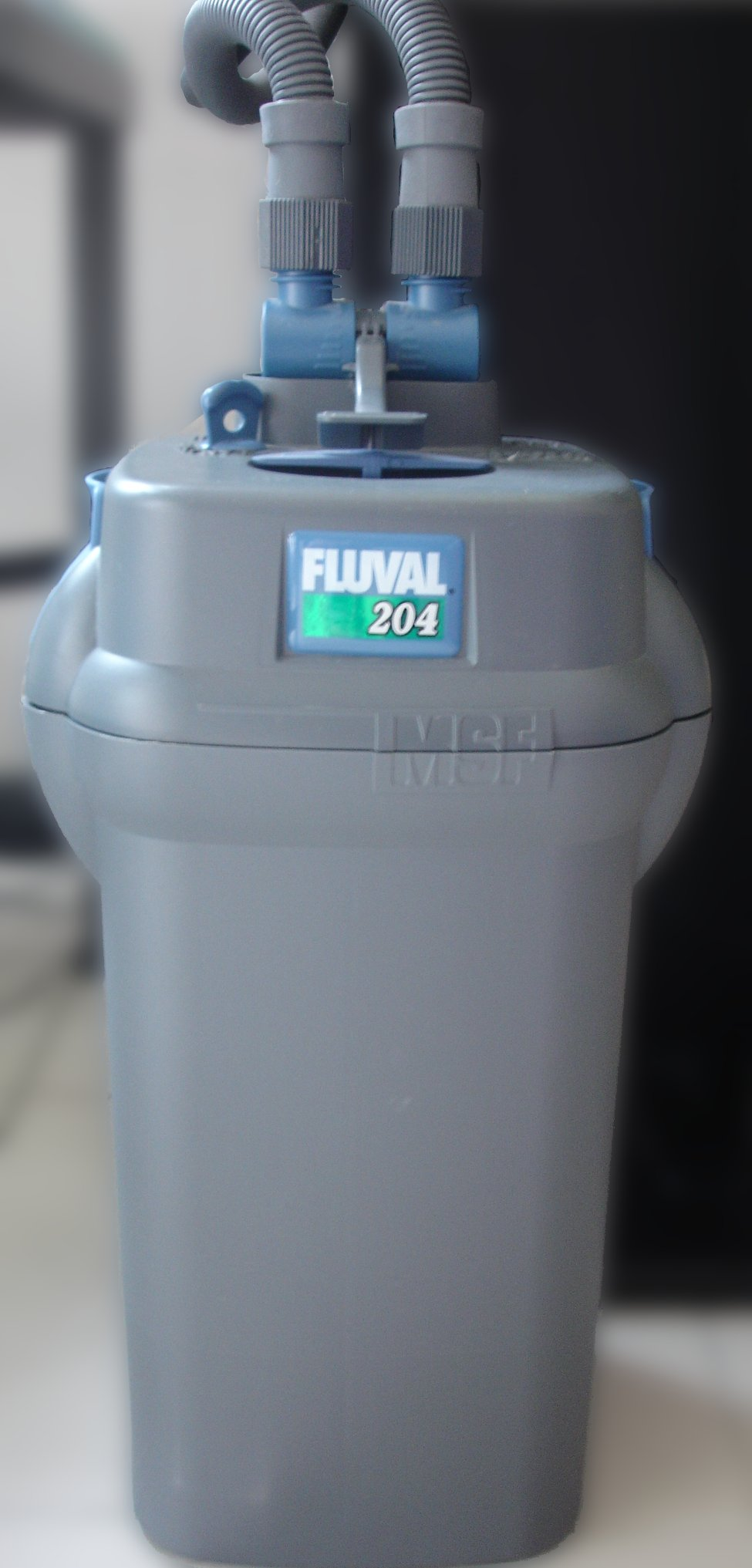
Aquariumfilter

Een aquariumfilter is een technisch hulpmiddel dat aquariumwater leefbaar probeert te houden voor de aquariumbewoners.

## Soorten
Er zijn verschillende soorten filters. Men kan ze onderverdelen in binnenfilters en buitenfilters, maar ook in mechanische en biologische filters. In bijna alle filtersystemen combineert men de mechanische en de biologische werking.

### Mechanisch filter
Met een mechanisch filter haalt men de zichtbare vervuiling uit het water. Dit type filter gebruikt men gewoonlijk als voorfilter. Men plaatst bijvoorbeeld een zeef aan de aanzuiging van het filter. In het filter plaatst men filterwatten en/of een fijne filterspons om het meeste vuil tegen te houden. Dit gedeelte van het filter moet men daarom regelmatig schoonmaken.

### Biologisch filter
Na het mechanische filter volgt het biologische filter. Hierin gaan bacteriën aan het werk om de onzichtbare vervuiling zo veel mogelijk op te ruimen. Dit gedeelte van het filter kan jaren draaien zonder al te veel onderhoud, zodat men de bacteriënflora niet telkens hoeft te storen. Om dit te bereiken, is een goed werkend en onderhouden voorfilter zeer belangrijk. Het zijn de bacteriën die het voor vissen giftige ammoniak bij pH boven 7 omzetten in zeer giftig nitriet, dat vervolgens omgezet wordt in het minder giftige nitraat.

### Binnenfilter

Schematische voorstelling van een binnenfilter

Een binnenfilter is een filter dat in een aquarium geplaatst is. Het grootste nadeel is zijn beperkte afmetingen. Aangezien men dit filter in het aquarium plaatst, gaat het altijd ten koste van nuttige aquariumruimte. Hoe groter dit filter, hoe meer compartimenten het zal bevatten. Vanaf drie compartimenten kan men al een minibioloog opbouwen. Aan de ingang (overloop) wordt dan bijvoorbeeld een grove filterspons geplaatst met daarop wat filterwatten. Dit is de mechanische filtering. Daarna wordt er wat fijne spons geplaatst, eventueel met nog wat ander filtermateriaal. Dit is het biologisch gedeelte van het filter. De mechanische filtering is doorgaans voldoende, maar de biologische werking zal dikwijls onvoldoende zijn door de beperkte afmetingen. Meestal worden dit soort filters aangedreven door een elektrisch pompje. Soms wordt er alleen een luchtpompje met luchtsteentje gebruikt (gaslift) om waterstroming door het filtermateriaal te krijgen.

### Buitenfilter

Schematische voorstelling van een buitenfilter

Een buitenfilter is een filter dat buiten het aquarium geplaatst is. Men kan hierbij twee soorten onderscheiden:
- Potfilters. Dit zijn filters die met een hevel verbonden zijn met het aquarium. Vroeger waren deze filters cilindervormig, tegenwoordig zijn er meer en meer rechthoekige modellen op de markt. Het geheel vormt een gesloten circuit. Aangezien de hevel moet kunnen werken, moet dit filter altijd een beetje onder het waterniveau van het aquarium opgesteld staan. Zo kan er water in de pot lopen. Dit water wordt daarna door de verschillende filterlagen door middel van een elektrische pomp terug in het aquarium gepompt. De mechanische werking is voldoende, maar de biologische werking zal soms nog onvoldoende zijn.
- Biologen. Een bioloog is gewoonlijk een grote glazen bak, die onderverdeeld is in verschillende compartimenten. Het aquarium moet een overloop hebben. In de meeste gevallen wordt er daarvoor een of meerdere gaten geboord. Dit kan in de bodem zijn of in de zijwand. Als men het in de bodem doet, moet men nog een buis steken die tot het wateroppervlak reikt. Als men nu water in het aquarium (vanuit de bioloog) pompt, loopt dit water over in de buis. Dit water laat men vervolgens in het eerste vak van de bioloog lopen. In dit vak legt men wat grof, makkelijk te reinigen, filtermateriaal. In de volgende vakjes kan men allerhande goed filtermateriaal gebruiken, bijvoorbeeld bioballen, filtersponzen, kwartskiezel, lavasteenkorrels, siporax enz. Soms gebruikt men ook nog een droogfilter. In een droogfilter stroomt het water door het filtermateriaal, maar het filtermateriaal zelf ligt niet in het water. Op deze manier kan het water veel zuurstof opnemen.

## Werking van een grote bioloog

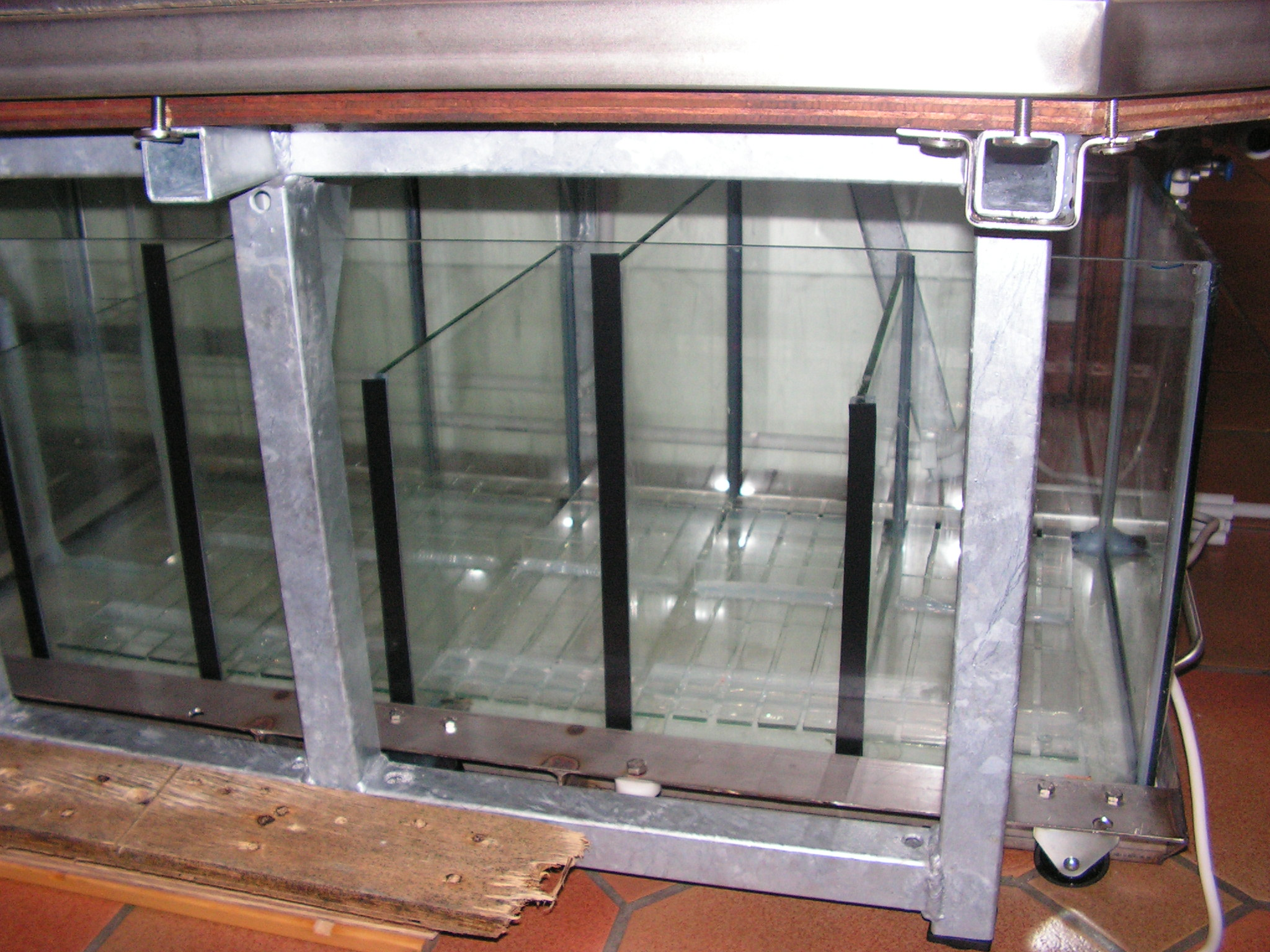
Een biologisch buitenfilter; het water zal hier van links naar rechts stromen

In het eerste vak aan de linkerkant van de afbeelding stroomt het water in het filter. Dit water komt van de overloop uit het aquarium. Als men hierin een zeef wat schuin legt, zal het meeste grofvuil in dit vak blijven. Sommigen leggen hier ook de verwarmer. In het tweede vak komt grof, gemakkelijk te verwijderen en uit te wassen filtermateriaal. In het bovenste gedeelte van dit vak kan men nog wat filterwatten leggen. Het water zal in dit vak van boven naar onder stromen naar het derde vak. Dit komt doordat het tussenschot tussen vak twee en drie op een twee à drie centimeter van de bodem geplaatst is en de bovenkant drie à vier centimeter hoger geplaatst is dan het vorige tussenschot. Op deze manier stroomt het water in vak twee naar beneden, in vak drie naar boven, in vak vier terug naar onder, enz. In het laatste vak komt de pomp, die het water terug in het aquarium pompt.